# Едет
Едет — деревня в Шарыповском районе Красноярского края России. Входит в состав Ивановского сельсовета.

## География
Деревня расположена в 40 км к западу от районного центра Шарыпово.

## История
Основана в 1893 г. В 1926 году село Едет состояло из 216 хозяйств, основное население — русские. В административном отношении являлось центром Едетского сельсовета Берёзовского района Ачинского округа Сибирского края.

## Население
| 1926 | 2010 |
| ---- | ---- |
| 1284 | ↘266 |

Гендерный состав
По данным Всероссийской переписи населения 2010 года в деревне проживало 130 мужчин и 136 женщин.